# 蒙福之子樂團
蒙福之子樂團（英語：Mumford & Sons）是一個2007年12月創立於英國的民謠搖滾樂團，由Marcus Mumford、Ben Lovett、Winston Marshall和Ted Dwane四人組成。
蒙福之子樂團於2008年發行迷你專輯《Mumford & Sons》與《Love Your Ground》後，開始到英美各地進行小型表演並籌備錄製專輯，而首張專輯《Sigh No More》也於2009年10月在英國及愛爾蘭發行、2010年2月在美國發行，此專輯使樂團在國際間一舉成名，且在英國專輯排行榜與告示牌二百強專輯榜皆登上排行榜第二名，並獲得2011年全英音樂獎最佳英國專輯等多項獎項。
樂團的第二專輯《Babel》也於2012年九月發行，並創下2012年英美專輯銷售最快的紀錄。此張專輯也為樂團在第55屆葛萊美獎獲得最佳專輯獎。

## 歷史

### 成立初期（2007－2008年）

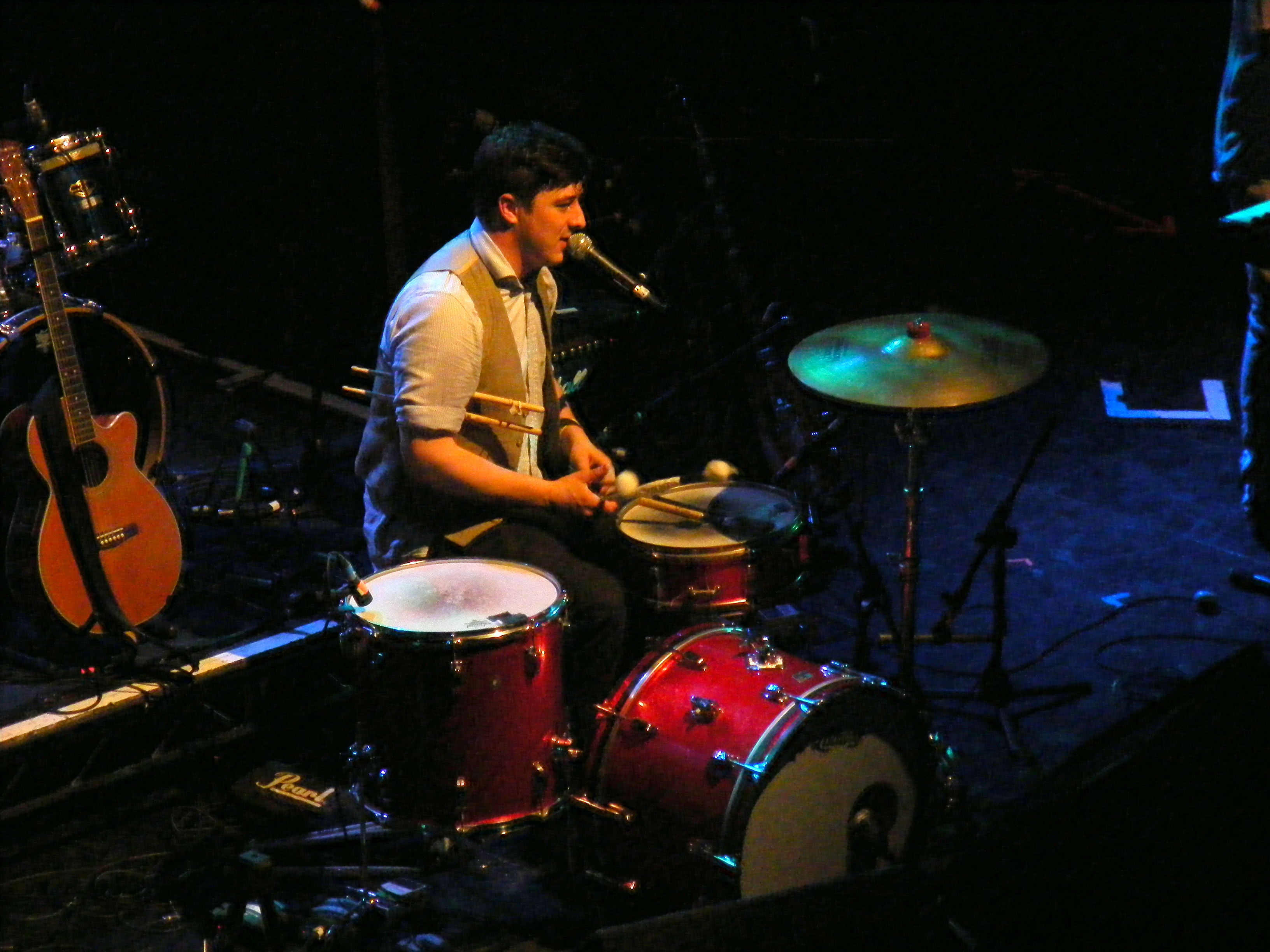
樂團團員常在現場表演時演奏多種不同的樂器，此圖中Marcus Mumford正表演擊鼓

蒙福之子樂團在2007年12月由Marcus Mumford、Ben Lovett、Winston Marshall和Ted Dwane等四位可以演奏多種樂器的音樂家所組成，其名稱是源自團長Marcus Mumford的姓氏，不過Ben Lovett曾經在採訪中表示他們不認為樂團將來會成名，把這個名稱當成一個「沒落的家族企業名」。當時有許多相同類型的團體也積極嘗試提升知名度，從而產生了聯合團體「West London folk scene」。2008年初，樂團開始加入小島唱片的A&R部門，並獲得與許多與其他英國音樂家同台演出的機會，同年6月還受邀到格拉斯頓伯里當代表演藝術節表演。
樂團也在不久之後發行迷你專輯《Mumford & Sons》與《Love Your Ground》。

### 《Sigh No More》（2009－2010年）
經過一年多的努力，蒙福之子樂團在2009年開始錄製第一張專輯《Sigh No More》，但當時樂團的團員甚至還沒有自己的樂器，當初團員甚至空著雙手就走進錄音室準備錄音。同年，樂團協助英國歌手蘿拉·曼寧錄製專輯《I Speak Because I Can》。2009年8月，樂團與小島唱片、V2唱片等多家唱片公司簽約，還擁有自己的唱片公司Gentlemen of the Road。2009年10月5日，樂團終發行了《Sigh No More》專輯。
專輯發行後在紐西蘭及澳洲等地大獲好評，多次登上當地的音樂榜單，澳洲電台triple J還把專輯內的單曲《Little Lion Man》評為2009年澳洲最熱門單曲。2010年10月，蒙福之子樂團在ARIA音樂獎上獲得最佳國際藝人殊榮。樂團還在第53屆葛萊美獎入圍最佳新人與最佳搖滾歌曲（Little Lion Man），雖然都沒有得獎，不過還是有在頒獎典禮上演奏另外一首單曲《The Cave》。

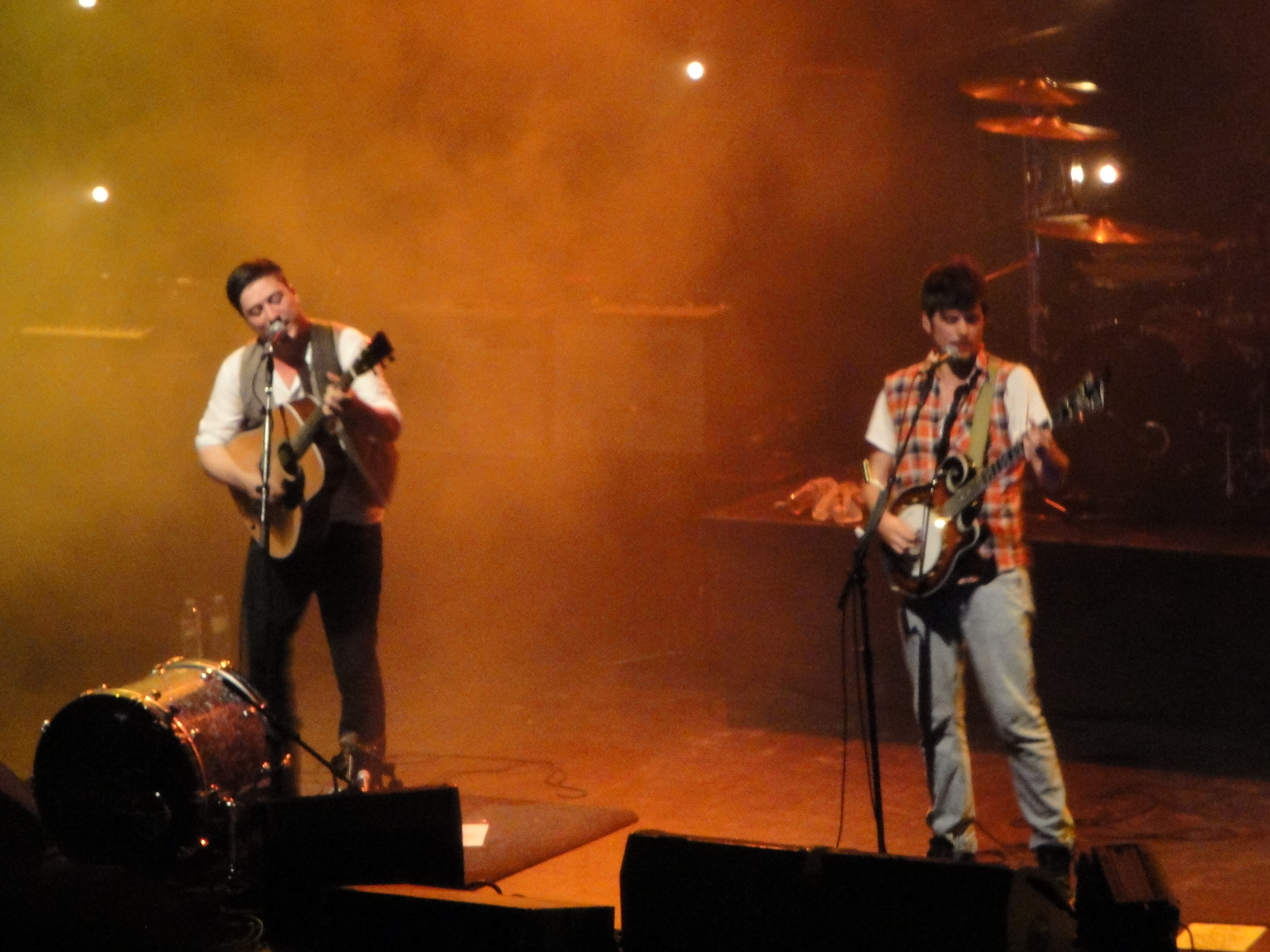
樂團於2010年12月4日於英國布萊頓表演

因為在葛萊美獎頒獎典禮上的表演，樂團在英國及美國的知名度大增，《Sign No More》在2011年2月在美國增加了99%的銷售量，甚至還在告示牌二百強專輯榜攀上第二名高位。

### 《Babel》（2011年－至今）
樂團在2011年初知名度大大提升，贏得了許多大獎及參加許多音樂節後，在2011年初在美國的巡演中，他們開始為下一張專輯作曲，他們在巡演中也表演好幾首新專輯內的歌曲。2011年2月，樂團因他們在各地的成功獲得了歐洲跨國界音樂獎。2012年6月，樂團為了皮克斯電影《勇敢傳說》與Birdy合作一首歌曲《Not with Haste》。
2012年7月16日，樂團公佈新專輯《Babel》會在9月24日發行，並在一個禮拜後開放預購。8月7日，主打歌《I Will Wait》在BBC Radio 1首播。2012年8月29日，樂團將在科羅拉多州的表演錄製成DVD發行。2012年9月12日，樂團於《週六夜現場》節目上表演專輯內的兩支單曲《I Will Wait》與《Below My Feet》。
專輯發行後不久就衝上英國專輯排行榜與告示牌二百強專輯榜第一名，且發行首周就分別在英國與美國銷售達16萬及60萬張，創下2012年專輯銷售速度的最快紀錄。
2012年12月，樂團告訴新音樂快遞他們已經開始準備下一張專輯。

## 樂團成員
- Marcus Mumford：主音、吉他手、鼓手、曼陀林手
- Ben Lovett：主音、鍵盤手、手風琴手、鼓手
- "Country" Winston Marshall：主音、班卓琴手、吉他手
- Ted Dwane：主音、貝斯手、鼓手、吉他手

## 作品

### 錄音室專輯
- 《Sigh No More》（2009）
- 《Bable》（2012）
- 《Wilder Mind》(2015)

### 單曲
- 《Little Lion Man》（2009）
- 《The Cave》（2010）
- 《I Will Wait》（2012）

## 獎項

### 葛萊美獎
| 年份   | 獲提名           | 獎項                 | 結果 |
| ------ | ---------------- | -------------------- | ---- |
| 2011年 | 蒙福之子樂團     | 最佳新人獎           | 提名 |
| 2011年 | Little Lion Man  | 最佳搖滾歌曲         | 提名 |
| 2012年 | The Cave         | 年度最佳錄音         | 提名 |
| 2012年 | The Cave         | 年度最佳歌曲         | 提名 |
| 2012年 | The Cave         | 最佳搖滾演奏         | 提名 |
| 2012年 | The Cave         | 最佳搖滾歌曲         | 提名 |
| 2013年 | Babel            | 年度最佳專輯         | 獲獎 |
| 2013年 | Babel            | 最佳美洲專輯         | 提名 |
| 2013年 | I Will Wait      | 最佳搖滾演奏         | 提名 |
| 2013年 | I Will Wait      | 最佳搖滾歌曲         | 提名 |
| 2013年 | Learn Me Right   | 最佳影視媒體作品歌曲 | 提名 |
| 2013年 | Big Easy Express | 最佳長篇音樂錄影帶   | 獲獎 |

### MTV音樂錄影帶大獎
| 年份   | 獲提名          | 獎項               | 結果 |
| ------ | --------------- | ------------------ | ---- |
| 2010年 | Little Lion Man | 最佳攝影獎         | 提名 |
| 2011年 | The Cave        | 最佳搖滾音樂錄影帶 | 提名 |

### 全美音樂獎
| 年份   | 獲提名       | 獎項             | 結果 |
| ------ | ------------ | ---------------- | ---- |
| 2011年 | 蒙福之子樂團 | 最受歡迎另類藝人 | 提名 |

### 告示牌音樂獎
| 年份   | 獲提名          | 獎項         | 結果 |
| ------ | --------------- | ------------ | ---- |
| 2011年 | 蒙福之子樂團    | 最佳搖滾藝人 | 提名 |
| 2011年 | 蒙福之子樂團    | 最佳另類藝人 | 獲獎 |
| 2011年 | Sigh No More    | 最佳搖滾專輯 | 獲獎 |
| 2011年 | Sigh No More    | 最佳另類專輯 | 獲獎 |
| 2011年 | Little Lion Man | 最佳搖滾歌曲 | 提名 |
| 2011年 | Little Lion Man | 最佳另類歌曲 | 提名 |
| 2011年 | The Cave        | 最佳另類歌曲 | 提名 |

### 全英音樂獎
| 年份   | 獲提名       | 獎項           | 結果 |
| ------ | ------------ | -------------- | ---- |
| 2011年 | 蒙福之子樂團 | 最佳英國團體   | 提名 |
| 2011年 | 蒙福之子樂團 | 最具突破藝人   | 提名 |
| 2011年 | Sigh No More | 年度英國專輯   | 獲獎 |
| 2013年 | 蒙福之子樂團 | 最佳英國團體   | 獲獎 |
| 2013年 | 蒙福之子樂團 | 最佳現場演奏   | 提名 |
| 2013年 | 蒙福之子樂團 | 全球最受歡迎獎 | 提名 |
| 2013年 | Babel        | 年度英國專輯   | 提名 |

## 外部連結
- 官方网站
- 蒙福之子樂團在Allmusic上的頁面
- 蒙福之子樂團的Facebook專頁
- 蒙福之子樂團的MySpace主頁
- 蒙福之子樂團的X（前Twitter）
- 蒙福之子樂團在MusicBrainz上的頁面（英文）
- YouTube上的蒙福之子樂團頻道
- YouTube上的MumfordAndSonsVEVO頻道